# David Silva
Pour les articles homonymes, voir David Silva (homonymie).
Ne doit pas être confondu avec le footballeur cap-verdien David Silva.
David Josué Jiménez Silva, né le 8 janvier 1986 à Arguineguín (Îles Canaries, Espagne), est un footballeur international espagnol. Il évolue durant sa carrière au poste de meneur de jeu ou de milieu offensif et a pu également jouer comme ailier ou attaquant de soutien.
International espagnol depuis ses 20 ans, il a joué un grand rôle dans l'équipe qui a gagné trois tournois internationaux consécutifs, l'Euro 2008, la Coupe du monde 2010 ainsi que l'Euro 2012.
Après avoir passé six ans au Valence CF et avoir joué plus de 150 matches et gagné la Coupe d'Espagne en 2008, il s'engage à Manchester City. À Manchester, il gagne la Premier League à quatre reprises, puis cinq fois la League Cup et deux fois la FA Cup. En 2020, en fin de contrat, il quitte le club et signe à la Real Sociedad où il termine sa carrière. Le 3 avril 2021, il remporte la Copa Del Rey pour la saison 2019-2020, dont la finale avait été reporté à cause de la pandémie de Covid-19.
Son talent en passes et sa conduite de balle lui a valu le surnom de Merlin et El Mago (le magicien) de la part de ses coéquipiers et des fans,.

## Biographie

### Jeunesse
David Silva est né à Arguineguín dans la province de Las Palmas (Îles Canaries), le 8 janvier 1986. Son père, Fernando Jiménez, est policier municipal et a été responsable de la sécurité du stade du Valence CF. Son père est originaire des Îles Canaries alors que sa mère, Eva Silva, est d'ascendance japonaise. Il possède un frère, Nando, et une sœur, Natalia. Sa cousine Cynthia est décédée d'un cancer à l'âge de 5 ans, et il porte un tatouage à son nom sur son poignet gauche qu'il embrasse à chaque fois qu'il marque un but. Enfant, son surnom est "Chino" ("chinois" en espagnol), venant de son apparence physique. Selon la BBC, son grand-père du côté maternel est originaire de Corée du Sud et a immigré dans les Îles Canaries en 1960.
Silva commence le football en jouant pour une équipe junior de l'UD San Fernando, club situé près de Maspalomas. À ses débuts, il jouait en tant que gardien de but avant de devenir ailier, tentant d'imiter son idole d'enfance Michael Laudrup. À 14 ans, il accepte une offre du Valence CF afin de rejoindre son centre de formation. Il y reste jusqu'à ses 17 ans avant de joindre l'équipe réserve de Valence.

### Carrière

#### Valence CF (2003-2010)

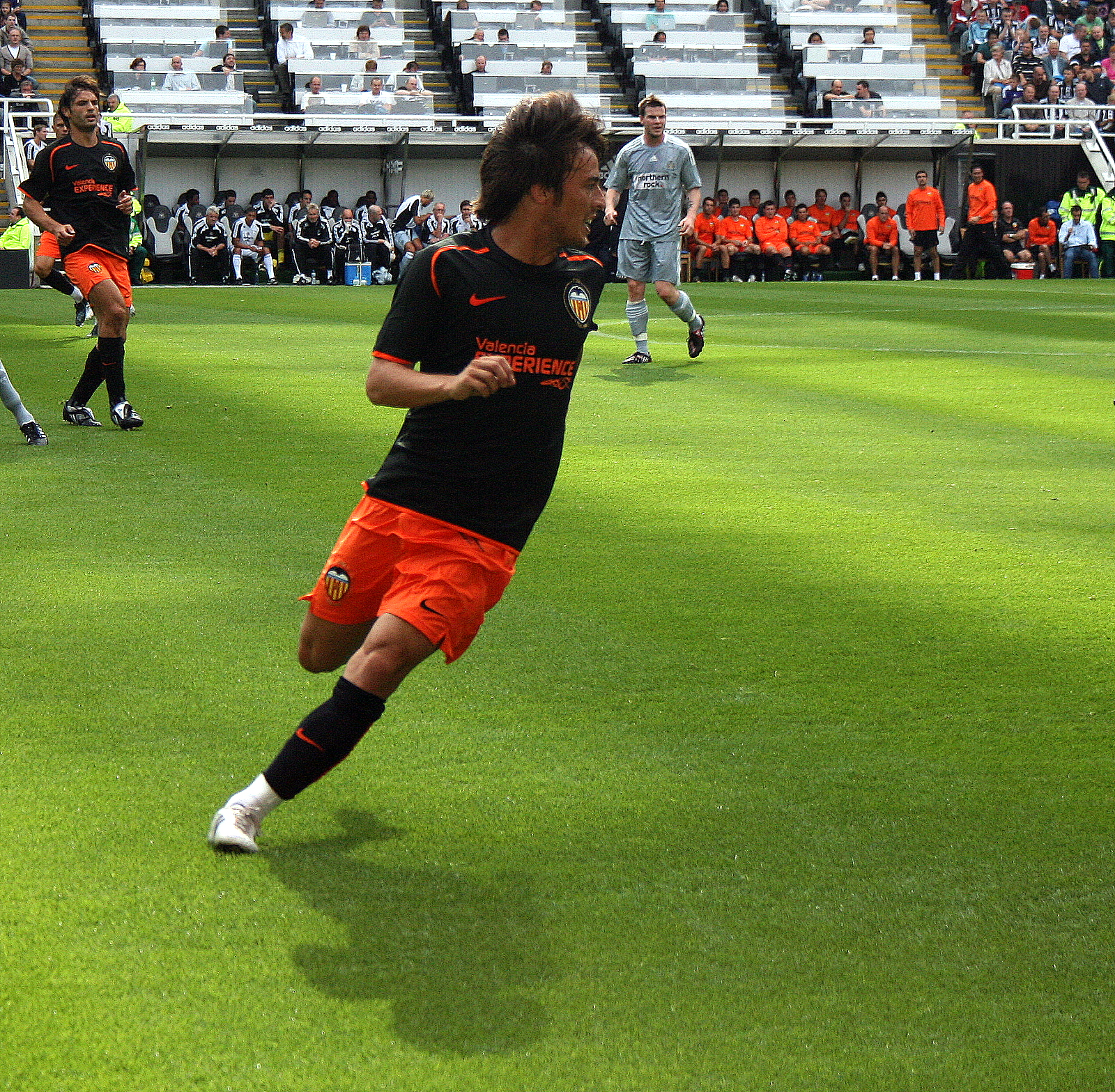
David Silva sous le maillot du Valence CF.

Silva joue pour l'équipe réserve du club, le Valencia CF Mestalla, lors de la saison 2003-2004. Il fait ses débuts en Segunda División B le 11 janvier 2004 en étant titularisé contre le CD Castellón et inscrit le troisième but de Valence qui s'impose sur le score de 2-3. Le jeune milieu participe à un total de quatorze rencontres en championnat pour un but.
Silva est prêté pour la saison 2004-2005 à la SD Eibar, en Segunda División, où il s'impose comme un titulaire en jouant 35 matches de championnats, marquant à cinq occasions. La saison suivante, il est à nouveau prêté, cette fois-ci au Celta de Vigo en Liga, où il joue 34 matches et marque quatre buts. Après être rentré deux fois en jeu lors de deux matches consécutifs, Silva finit sa saison en tant que remplaçant alors que l'équipe galicienne parvient à se qualifier pour la Coupe UEFA.
Silva revient à Valence durant l'été 2006, devenant directement titulaire malgré ses vingt ans. Lors de deux saisons consécutives, il ne manque que six matches et marque quatorze buts, marquant son premier but pour son club formateur lors d'un match nul 1-1 face à l'Espanyol de Barcelone le 5 novembre 2006. En août 2008, il signe un nouveau contrat de cinq ans malgré l'intérêt de plusieurs clubs de Premier League. Il gagne la Copa Del Rey en 2008, le premier trophée de sa carrière.
Après avoir raté les trois premiers mois de la saison 2008-2009 à cause d'une blessure à la cheville, Silva revient dans l'équipe à la mi-décembre. Le 3 janvier 2009, il marque un doublé face à l'Atlético Madrid alors que son club s'impose finalement 3 à 1. Bien qu'il ait manqué la moitié de la saison, il parvient à disputer 19 matches de championnat et à marquer quatre buts alors que le club Che se qualifie pour la Ligue Europa.
Lors de la saison 2009-2010, Silva marque un record personnel de huit buts en championnat et réalise dans l'ensemble sa meilleure saison sous le maillot du Valence CF alors que le club termine la saison à la troisième place du championnat et se qualifie pour la Ligue des champions. Le 15 avril 2010, il marque un superbe but face à l'Athletic Bilbao alors que son équipe s'impose 2-0, avant de réaliser trois passes décisives lors du seizième de finale de la Ligue Europa face au Werder Brême.

#### Manchester City (2010-2020)

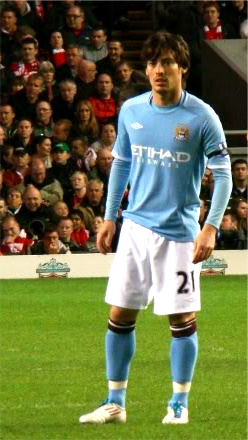
David Silva avec Manchester City en avril 2011

Le 30 juin 2010, Manchester City annonce avoir trouvé un arrangement avec Valence CF pour le transfert de David Silva, signant un contrat de quatre ans. Le 14 juillet, le club de Premier League complète la signature du transfert évalué à 25 millions de livres et Silva reçoit le numéro 21, même numéro qu'il portait à Valence et en équipe nationale. Manchester City avait précédemment essayé de signer Silva et son coéquipier de l'époque David Villa en 2008, mais le club mancunien avait fait marche arrière lorsque Valencia avait demandé une somme de 135 millions de livres sterling pour les deux joueurs.
Le manager de City Roberto Mancini faisait principalement jouer Silva comme ailier puis plus tard lors de sa première saison en tant que milieu offensif. Il fait ses débuts sous ses nouvelles couleurs le 7 août 2010 lors d'un match amical face à son club formateur. Il fait ses débuts en Premier League le 14 août face à Tottenham Hotspur (0-0) à White Hart Lane. Il marque son premier but pour le club le 16 septembre, huit minutes après le coup d'envoi face au Red Bull Salzbourg en Ligue Europa. Le 17 octobre, il marque son premier but en championnat dans un match face à Blackpool, marquant le troisième but de son équipe dans une victoire 3 à 2. Lors d'une victoire 3-1 en Ligue Europa face au Lech Poznań, il offre deux passes décisives à Emmanuel Adebayor. Il offre une autre passe décisive, cette fois-ci pour Adam Johnson, pour marquer le troisième but d'une victoire 3-1 à West Ham. De fausses rumeurs se propagèrent dans les médias rapportant que Silva voulait retourner en Espagne car il souffrait du mal du pays et aurait du mal à s'habituer au jeu anglais. Malgré cela, ses performances ont impressionné les supporters de City et il a été élu trois fois de suite "Manchester City player of the month" (joueur du mois de Manchester City) entre octobre et décembre 2010.
Le 12 février 2011, il est crédité du but égalisateur lors de la défaite 2-1 face au rival Manchester United alors qu'un tir d'Edin Džeko ricoche sur son dos avant de finir au fond des filets. Le 2 mars, il marque le troisième but de son club d'un tir de 20 mètres en huitième de finale de la FA Cup face à Aston Villa. Trois jours plus tard, il marque le seul but de la victoire de Manchester City face à Wigan Athletic. Silva a marqué le troisième but de son équipe lors de la victoire 5-0 face à Sunderland le 3 avril. Sa passe décisive pour Yaya Touré contre Everton au Goodison Park amène son total à 15 passes décisives en compétitions officielles cette saison. Il termine la saison avec un total de 6 buts pour 53 matches disputés, aidant son équipe à mettre la main sur son premier trophée depuis 1976 en remportant la FA Cup 2011.
Après seulement une saison en Angleterre, il est déjà reconnu comme un des meilleurs meneurs de jeu du championnat. Carlos Tévez a déclaré qu'il était "le meilleur transfert que nous (Manchester City) avons jamais réalisé".

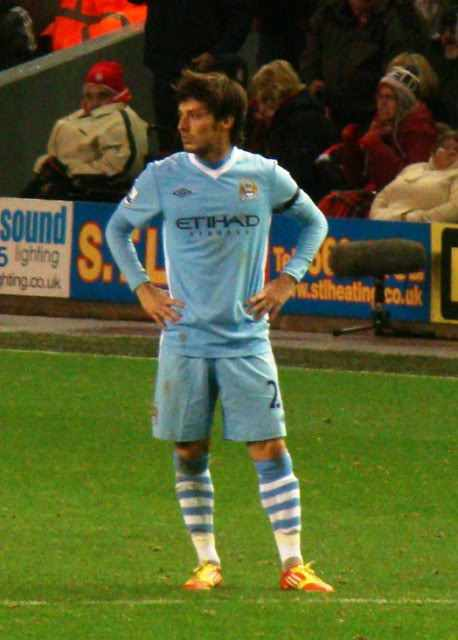
Silva lors d'un match face à Liverpool en 2011

Silva commence la saison 2011-2012 en bonne forme, marquant le troisième but de la victoire 4-0 face à Swansea City alors qu'il est élu homme du match. La semaine suivante, il marque un autre but face à Bolton Wanderers, et est de nouveau nommé homme du match. Face à Wigan Athletic, il offre deux passes décisives à Sergio Agüero afin de compléter le premier triplé de l'argentin avec Manchester City. Après une série de prestations de haut niveau, l'entraîneur de City Roberto Mancini compara Silva à ses collègues espagnols Xavi et Andrés Iniesta, déclarant qu'il était "l'un des meilleurs joueurs du monde". Le 1er octobre, Silva est nommé meilleur joueur du mois (septembre) de Premier League pour ses très bonnes prestations, ce qui en fait la première fois que deux joueurs de Manchester City gagnent cette récompense successivement, Edin Džeko ayant remporté celui du mois d'août.
Lors du premier Derby de Manchester de la saison à Old Trafford, Manchester City gagne 6-1, Silva prouvant, encore une fois, qu'il est le maître à jouer des Citizens, marquant le cinquième but, distribuant une passe décisive pour Džeko d'une reprise de volée à travers la défense, et participant aux deux premiers buts avec d'excellentes passes pour James Milner qui conclut à l'aide de Mario Balotelli,. Le 25 octobre, lors d'une interview pour une radio espagnole, Silva a révélé qu'il avait dit non au FC Barcelone et au Real Madrid afin de signer à City et qu'il voulait rester de longues années au club. Il a déclaré : "Madrid et Barcelone sont de bonnes équipes, mais je suis heureux ici et j'aimerais y rester longtemps.". L'ancien défenseur de City et de l'équipe d'Angleterre, Earl Barrett, a analysé Silva comme étant presque impossible à stopper à cause de son habilité à créer de l'espace et Andy Cole, ancien joueur de Manchester City et Manchester United, a décrit Silva comme étant "une joie à regarder".
Silva a marqué un but lors de la victoire 3-2 chez QPR le 5 novembre, et a aussi marqué le seul but du match face à Arsenal le 18 décembre. Le 11 avril 2012, il contribue à la victoire 4-0 face à West Brom en marquant le dernier but de son équipe.
En plus d'avoir gagné la Premier League pour la première fois, il a aussi fini meilleur passeur du championnat avec 17 passes décisives à son nom et est nommé dans l'équipe type de Premier League aux côtés de ses coéquipiers Joe Hart, Vincent Kompany et Yaya Touré.
Le 17 septembre 2012, Silva signe un nouveau contrat de cinq ans avec City, se liant ainsi à l'Etihad Stadium jusqu'en 2017. Il se blesse en jouant pour l'Espagne, ratant ainsi quatre matchs avec son club. Le 11 novembre, il distribue une passe décisive cruciale à l'attaquant bosnien Edin Džeko, qui la convertie à la 88e minute pour arracher la victoire 2-1 face à Tottenham. Le match suivant, il marque son premier but de la saison lors de la victoire 5-0 face à Aston Villa, le 17 novembre. Le 19 janvier 2013, face à Fulham, Silva marque seulement deux minutes après le coup d'envoi d'un tir à bout portant après que l'essai de Džeko ait été repoussé par le gardien Mark Schwarzer. Le 9 mars, il marque le cinquième but d'une victoire 5-0 face à Barnsley lors des quarts de finale de la FA Cup, accédant ainsi en demi-finale. Manchester City finira par s'incliner en finale face à Wigan Athletic, ce qui verra Roberto Mancini se faire limoger à deux matches de la fin du championnat. Silva termine la saison avec quatre buts en 32 matches de championnat pour une équipe de City qui finit deuxième derrière le rival Manchester United.

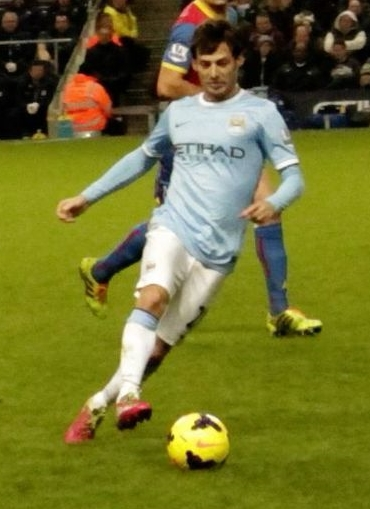
David Silva face à Crystal Palace en décembre 2013.

Durant la pré-saison 2013-2014, Manchester City engage l’entraîneur chilien Manuel Pellegrini, et les coéquipiers de Silva en sélection Jesús Navas et Álvaro Negredo signent tous les deux au club. Silva commence sa saison en marquant le premier but de la saison pour son club, le 19 août 2013, face à Newcastle United (4-0) au City of Manchester Stadium. Le 2 novembre, il marque le deuxième but de son équipe lors de la victoire 7-0 face à Norwich City. Le 5 novembre, il contracte une blessure au mollet face au CSKA Moscou qui lui fait rater le reste du mois. Il fait son retour à la compétition en figurant dans le onze de départ face à Bayern Munich le 10 décembre à l'Allianz Arena. Il marque le premier but pour City, aidant ainsi son club à renverser le score en passant de 2-0 à 2-3. Quatre jours plus tard, il marque le cinquième but de son équipe lors de la victoire 6-3 face à Arsenal en Premier League. Il est nommé joueur du mois de mars 2014 par les supporters de Manchester City après avoir marqué lors des matches à l'extérieur face à Hull City et Arsenal.
Il termine la saison avec son plus faible nombre de matches joués depuis son arrivée en Angleterre, surtout à cause de plusieurs blessures contractées tout au long de la saison. Avec ses 8 buts et 13 passes décisives en 39 matches (toutes compétitions confondues), il aide l'équipe à gagner la League Cup 2014 et la Premier League 2013-2014.
Le 12 août 2014, Silva prolonge encore une fois son contrat pour cinq ans et devient grâce à ce nouveau contrat l'un des joueurs les mieux payé de Premier League avec un salaire estimé à plus de 13 millions d'euros annuels. Le 17 août 2014, comme la saison passée, il marque le premier but de la saison pour son club face au même adversaire, Newcastle United (2-0). Le 29 octobre, il se blesse au genou lors du quatrième tour de League Cup face à Newcastle, ratant ainsi le Derby de Manchester que son club remporte 1-0. Le 20 décembre, Silva marque un doublé à l'occasion de son 200e match sous les couleurs de Manchester City face à Crystal Palace.
Le 19 avril 2015, lors de la victoire 2-0 des citizens 2-0 face à West Ham, il est victime d'une manchette qui l'atteint à la tempe. Sonné par le choc, il est évacué sur civière. Néanmoins, il ne souffre pas d'une blessure.
Lors de la saison 2017-2018, Silva marque neuf buts et contribue grandement au doublé championnat et Coupe de la Ligue. Il inscrit le troisième but de la victoire 3-0 face à Arsenal en finale de la Coupe. Son fils naît prématurément, ce qui l’éloigne des terrains. Malgré cet événement, il ne reste pas moins impliqué et efficace sur le terrain.

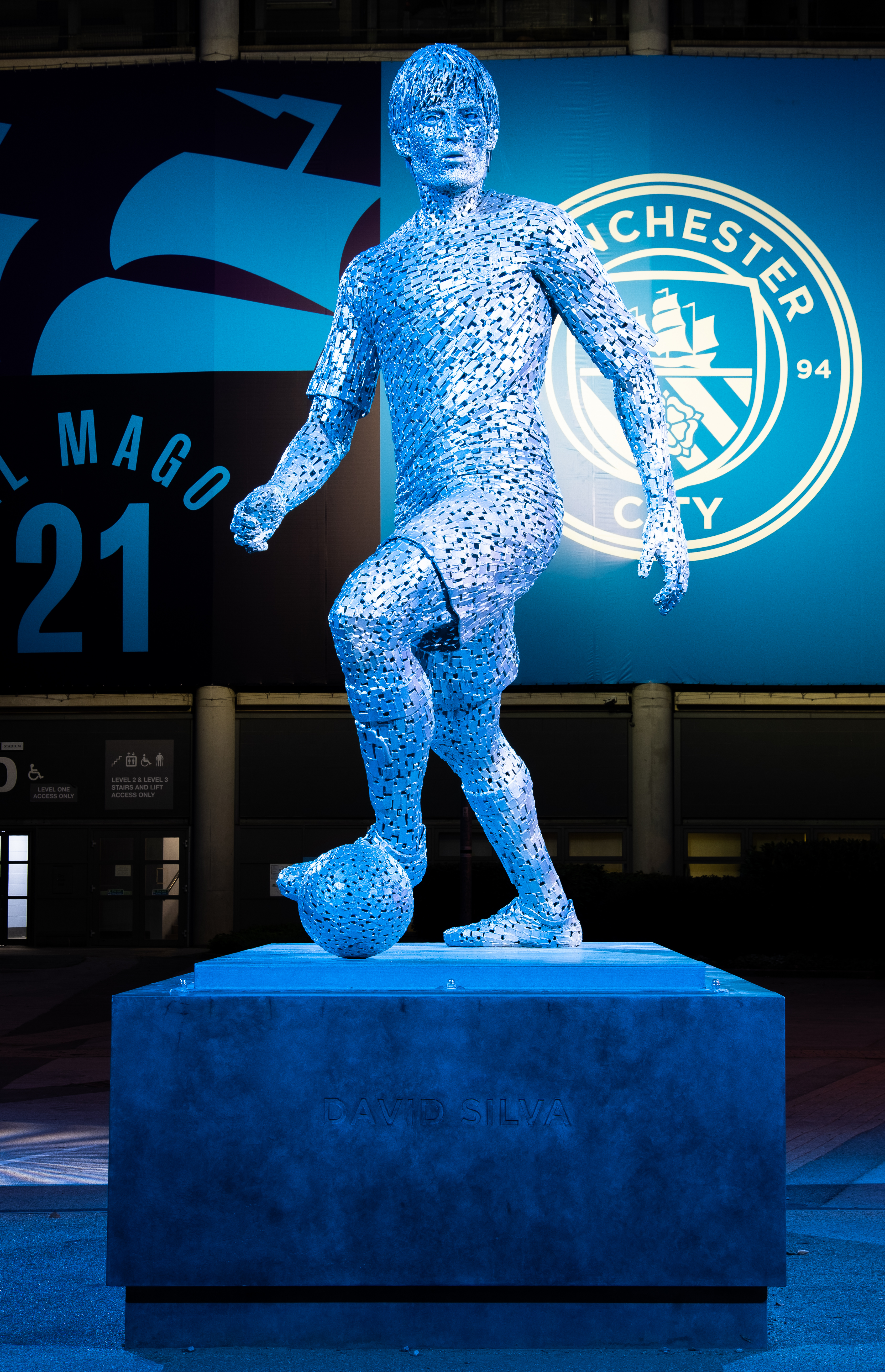
La statue de David Silva devant le City of Manchester Stadium.

Il annonce, au cours de la saison 2019-2020, sa décision de ne pas prolonger son contrat avec le club mancunien. Ce contrat courait jusqu'au 30 juin, mais David Silva accepte de le prolonger le temps de disputer le Final 8 de Ligue des champions avec City. Il annonce son départ après la défaite du club contre l'Olympique Lyonnais (défaite 3-1). Le club lui rend hommage et annonce la construction d'une statue à son effigie.

#### Real Sociedad (2020-2023)
Le 17 août 2020, la Real Sociedad annonce la signature de Silva pour deux ans, alors qu'il était annoncé depuis plusieurs semaines vers la Lazio Rome.
Silva dispute son premier match le 20 septembre en remplaçant Alexander Isak contre le Real Madrid lors de la deuxième journée de Liga.
Blessé au ligament croisé antérieur du genou gauche en juillet 2023, il annonce le 27 du même mois mettre un terme à sa carrière.

### Sélection espagnole
Silva représente pour la première fois l'Espagne lors de la Coupe du monde des moins de 17 ans 2003, en Finlande, où il y marque trois buts. En 2006, Il devient international espoir et marque quatre buts durant la Coupe du monde espoir 2005, faisant de lui le quatrième meilleur buteur à égalité avec le buteur italien Graziano Pellè.
David Silva fait ses débuts en sélection espagnole le 15 novembre 2006, lors d'une défaite en match amical face à la Roumanie (0-1) en tant que titulaire. Le 22 août 2007, il inscrit ses deux premiers buts avec la sélection lors d'un match amical face à la Grèce. Ces prestations lui permettent d'être retenu par Luis Aragonés pour l'Euro 2008.

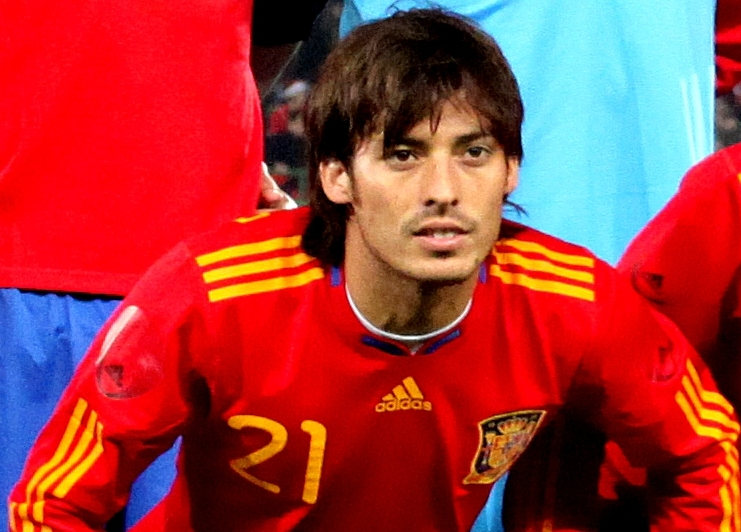
David Silva avec l'équipe d'Espagne.

Lors de la demi-finale face à la Russie, Silva marque le troisième but de l'Espagne après une contre-attaque rapide menée par Cesc Fàbregas. Ce dernier centre sur Silva qui expédie la balle dans le but de Igor Akinfeev avec son pied gauche. Lors de la finale, il est impliqué dans une dispute avec le joueur de l'Allemagne Lukas Podolski. Après avoir poussé Podolski par terre, l'allemand se rapproche de Silva, ce qui a donné un échange de mots et un tête à tête que l'arbitre Roberto Rosetti a décidé de ne pas punir. Peu après, Aragonés décide de faire rentrer Santi Cazorla pour Silva afin de calmer la pression.
David Silva marque 3 buts lors des qualifications pour la Coupe du monde 2010, dont un doublé face à la Belgique, et, après avoir joué régulièrement pour sa sélection, il est retenu par Vicente del Bosque dans les 23 joueurs pour jouer la phase finale en Afrique du Sud. Sa participation au succès de l'équipe est modeste; il est titulaire lors du premier match qui voit l'Espagne perdre face à la Suisse, puis joue les quatre dernières minutes de la demi-finale gagnée 1-0 face à l'Allemagne.
Le 11 août 2010, lors d'un match amical face au Mexique, il marque le but égalisteur à la 92e minute. Durant les éliminatoires de l'Euro 2012, il inscrit un but lors de la victoire 4-0 face au Liechtenstein le 3 septembre 2010, puis, le mois suivant, il marque dans la même compétition face à la Lituanie à Salamanque (3-1).
Lors d'un match amical face à la Colombie le 9 février 2011, il rentre en jeu et marque le seul but du match alors qu'il ne restait que 4 minutes à jouer. Le 11 octobre, il inscrit un doublé et donne une passe décisive à David Villa face à l'Écosse. Cette victoire permit aux Espagnols de se qualifier pour l'Euro 2012 en faisant un score parfait lors des éliminatoires, l'Espagne ayant gagné tous ses matches de groupe. Il marque le premier but de la remontée de l'Espagne face au Costa Rica en match amical (2-2), rentrant en deuxième mi-temps alors que son équipe perdait 2-0. Il marque ensuite lors d'un autre match amical face au Venezuela lors d'une victoire 5-0. Se préparant pour l'Euro 2012, il marque face à la Chine après un une-deux avec Andrés Iniesta à la 84e minute.
Silva est présent dans le onze de départ lors des six matches de l'Espagne durant l'Euro 2012. Le 14 juin, il marque face à l'Irlande d'un tir du plat du pied depuis le point de penalty qui, avant de tromper Shay Given, passe entre trois défenseurs irlandais, dont un petit pont sur Richard Dunne. À la 14e minute de la finale face à l'Italie, il marque le premier but de son équipe de la tête sur un centre de Cesc Fàbregas. Le match se termine sur le score de 4 à 0 et met ainsi un terme à la compétition dans laquelle Silva a marqué deux buts et distribué trois passes décisives, finissant ainsi joueur le plus efficace de l'Euro 2012. Il est par la suite nommé dans l'équipe type du tournoi grâce à ses performances.
En 2013, Silva est sélectionné par Vicente del Bosque afin de jouer la Coupe des confédérations au Brésil. Le 20 juin 2013, il marque un doublé lors de la domination de l'Espagne face à Tahiti 10 à 0.
Membre d'une liste provisoire de 25 joueurs espagnols sélectionnés pour disputer l'Euro 2016, il fait partie de la liste définitive de 23 joueurs annoncée le 31 mai.
Le 21 mai 2018, Julen Lopetgui fait appel à David Silva pour participer à la Coupe du Monde 2018. Silva y jouera les quatre matchs, mais l'Espagne est éliminée dès les huitièmes de finale par la Russie.
Le 13 août 2018, David Silva annonce sa retraite internationale.

## Statistiques
| Saison                | Club                  | Championnat           | Championnat | Championnat | Championnat | Coupe nationale | Coupe nationale | Coupe nationale | Coupe de la Ligue | Coupe de la Ligue | Coupe de la Ligue | Supercoupe | Supercoupe | Supercoupe | Compétition(s) continentale(s) | Compétition(s) continentale(s) | Compétition(s) continentale(s) | Compétition(s) continentale(s) | Espagne | Espagne | Espagne | Total | Total | Total |
| Saison                | Club                  | Division              | M.          | B.          | P.d.        | M.              | B.              | P.d.            | M.                | B.                | P.d.              | M.         | B.         | P.d.       | Comp.                          | M.                             | B.                             | P.d.                           | M.      | B.      | P.d.    | M.    | B.    | P.d.  |
| 2003-2004             | Valence CF B          | 2ªB                   | 14          | 1           | -           | -               | -               | -               | -                 | -                 | -                 | -          | -          | -          | -                              | -                              | -                              | -                              | -       | -       | -       | 14    | 1     | 0     |
| 2006-2007             | Valence CF            | Liga                  | 36          | 4           | 5           | 4               | 2               | 0               | -                 | -                 | -                 | -          | -          | -          | C1                             | 11                             | 3                              | 2                              | 5       | 0       | 1       | 56    | 9     | 8     |
| 2007-2008             | Valence CF            | Liga                  | 34          | 5           | 5           | 8               | 1               | 4               | -                 | -                 | -                 | -          | -          | -          | C1                             | 8                              | 1                              | 0                              | 14      | 3       | 1       | 64    | 10    | 10    |
| 2008-2009             | Valence CF            | Liga                  | 19          | 4           | 7           | 3               | 0               | 0               | -                 | -                 | -                 | 2          | 1          | 0          | C3                             | 3                              | 1                              | 0                              | 7       | 0       | 0       | 34    | 6     | 7     |
| 2009-2010             | Valence CF            | Liga                  | 30          | 8           | 7           | 2               | 1               | 0               | -                 | -                 | -                 | -          | -          | -          | C3                             | 8                              | 1                              | 4                              | 12      | 4       | 7       | 52    | 14    | 18    |
| Sous-total            | Sous-total            | Sous-total            | 119         | 21          | 24          | 17              | 4               | 4               | -                 | -                 | -                 | 2          | 1          | 0          | -                              | 30                             | 6                              | 6                              | 38      | 7       | 9       | 206   | 39    | 43    |
| 2004-2005             | SD Eibar (prêt)       | 2ª                    | 35          | 4           | 1           | -               | -               | -               | -                 | -                 | -                 | -          | -          | -          | -                              | -                              | -                              | -                              | -       | -       | -       | 35    | 4     | 1     |
| 2005-2006             | Celta de Vigo (prêt)  | Liga                  | 34          | 4           | 4           | 4               | 0               | 0               | -                 | -                 | -                 | -          | -          | -          | -                              | -                              | -                              | -                              | -       | -       | -       | 38    | 4     | 4     |
| Sous-total            | Sous-total            | Sous-total            | 69          | 8           | 5           | 4               | 0               | 0               | -                 | -                 | -                 | -          | -          | -          | -                              | -                              | -                              | -                              | -       | -       | -       | 73    | 8     | 5     |
| 2010-2011             | Manchester City       | Premier League        | 35          | 4           | 7           | 7               | 1               | 4               | 1                 | 0                 | 0                 | -          | -          | -          | C3                             | 10                             | 1                              | 2                              | 10      | 4       | 3       | 63    | 10    | 16    |
| 2011-2012             | Manchester City       | Premier League        | 36          | 6           | 15          | 1               | 0               | 0               | 1                 | 0                 | 1                 | 1          | 0          | 1          | C1+C3                          | 6+4                            | 1+1                            | 0+2                            | 16      | 7       | 5       | 65    | 15    | 24    |
| 2012-2013             | Manchester City       | Premier League        | 32          | 4           | 8           | 5               | 1               | 3               | -                 | -                 | -                 | 1          | 0          | 0          | C1                             | 3                              | 0                              | 0                              | 11      | 2       | 3       | 52    | 7     | 14    |
| 2013-2014             | Manchester City       | Premier League        | 27          | 7           | 9           | 3               | 0               | 2               | 4                 | 0                 | 0                 | -          | -          | -          | C1                             | 6                              | 1                              | 2                              | 8       | 0       | 0       | 48    | 8     | 13    |
| 2014-2015             | Manchester City       | Premier League        | 31          | 12          | 8           | 2               | 0               | 2               | 1                 | 0                 | 0                 | 1          | 0          | 0          | C1                             | 6                              | 0                              | 1                              | 8       | 3       | 2       | 49    | 15    | 13    |
| 2015-2016             | Manchester City       | Premier League        | 25          | 2           | 11          | -               | -               | -               | 4                 | 0                 | 0                 | -          | -          | -          | C1                             | 8                              | 2                              | 1                              | 12      | 1       | 1       | 49    | 5     | 13    |
| 2016-2017             | Manchester City       | Premier League        | 34          | 4           | 7           | 4               | 2               | 1               | -                 | -                 | -                 | -          | -          | -          | C1                             | 7                              | 1                              | 2                              | 10      | 8       | 2       | 55    | 15    | 12    |
| 2017-2018             | Manchester City       | Premier League        | 29          | 9           | 11          | 2               | 0               | 1               | 2                 | 1                 | 0                 | -          | -          | -          | C1                             | 7                              | 0                              | 2                              | 12      | 3       | 3       | 52    | 13    | 17    |
| 2018-2019             | Manchester City       | Premier League        | 33          | 6           | 8           | 5               | 1               | 1               | 3                 | 0                 | 2                 | -          | -          | -          | C1                             | 9                              | 3                              | 3                              | -       | -       | -       | 50    | 10    | 14    |
| 2019-2020             | Manchester City       | Premier League        | 27          | 6           | 10          | 5               | 0               | 0               | 3                 | 0                 | 0                 | 1          | 0          | 1          | C1                             | 6                              | 0                              | 0                              | -       | -       | -       | 42    | 6     | 11    |
| Sous-total            | Sous-total            | Sous-total            | 309         | 59          | 93          | 34              | 5               | 14              | 19                | 1                 | 3                 | 4          | 0          | 2          | -                              | 72                             | 11                             | 15                             | 87      | 28      | 19      | 525   | 104   | 146   |
| 2020-2021             | Real Sociedad         | Liga                  | 21          | 2           | 5           | 1               | 0               | 0               | -                 | -                 | -                 | -          | -          | -          | C3                             | 5                              | 0                              | 0                              | -       | -       | -       | 27    | 2     | 5     |
| 2021-2022             | Real Sociedad         | Liga                  | 25          | 2           | 4           | 3               | 0               | 0               | -                 | -                 | -                 | -          | -          | -          | C3                             | 4                              | 0                              | 0                              | -       | -       | -       | 32    | 2     | 4     |
| 2022-2023             | Real Sociedad         | Liga                  | 27          | 2           | 5           | 1               | 0               | 0               | -                 | -                 | -                 | -          | -          | -          | C3                             | 5                              | 1                              | 1                              | -       | -       | -       | 33    | 3     | 6     |
| Sous-total            | Sous-total            | Sous-total            | 73          | 6           | 14          | 5               | 0               | 0               | -                 | -                 | -                 | -          | -          | -          | -                              | 14                             | 1                              | 1                              | -       | -       | -       | 92    | 7     | 15    |
| Total sur la carrière | Total sur la carrière | Total sur la carrière | 583         | 96          | 136         | 60              | 9               | 18              | 19                | 1                 | 3                 | 6          | 1          | 2          | -                              | 117                            | 18                             | 22                             | 125     | 35      | 28      | 910   | 160   | 209   |

### Buts internationaux
| Buts internationaux de David Silva | Buts internationaux de David Silva | Buts internationaux de David Silva                  | Buts internationaux de David Silva | Buts internationaux de David Silva | Buts internationaux de David Silva | Buts internationaux de David Silva |
| #                                  | Date                               | Lieu                                                | Adversaire                         | But                                | Résultat                           | Compétition                        |
| ---------------------------------- | ---------------------------------- | --------------------------------------------------- | ---------------------------------- | ---------------------------------- | ---------------------------------- | ---------------------------------- |
| 1                                  | 22 août 2007                       | Stade de Toúmba, Thessalonique, Grèce               | Grèce                              | 2–2                                | 3-2                                | Match amical                       |
| 2                                  | 22 août 2007                       | Stade de Toúmba, Thessalonique, Grèce               | Grèce                              | 2–3                                | 3-2                                | Match amical                       |
| 3                                  | 26 juin 2008                       | Ernst-Happel-Stadion, Vienna, Autriche              | Russie                             | 0-3                                | 3-0                                | Euro 2008                          |
| 4                                  | 5 septembre 2009                   | Stade du Riazor, La Corogne, Espagne                | Belgique                           | 1-0                                | 5-0                                | Éliminatoires Coupe du monde 2010  |
| 5                                  | 5 septembre 2009                   | Stade du Riazor, La Corogne, Espagne                | Belgique                           | 4-0                                | 5-0                                | Éliminatoires Coupe du monde 2010  |
| 6                                  | 14 octobre 2009                    | Stade Bilino Polje, Zenica, Bosnie-Herzégovine      | Bosnie-Herzégovine                 | 0–2                                | 5-2                                | Éliminatoires Coupe du monde 2010  |
| 7                                  | 8 juin 2010                        | Nueva Condomina, Murcie, Espagne                    | Pologne                            | 3-0                                | 6-0                                | Match amical                       |
| 8                                  | 11 août 2010                       | Estadio Azteca, Mexico, Mexique                     | Mexique                            | 1-1                                | 1-1                                | Match amical                       |
| 9                                  | 3 septembre 2010                   | Rheinpark Stadion, Vaduz, Liechtenstein             | Liechtenstein                      | 0–4                                | 4-0                                | Éliminatoires Euro 2012            |
| 10                                 | 8 octobre 2010                     | Stade Helmántico, Salamanque, Espagne               | Lituanie                           | 3-1                                | 3-1                                | Éliminatoires Euro 2012            |
| 11                                 | 9 février 2011                     | Santiago Bernabéu, Madrid, Espagne                  | Colombie                           | 1–0                                | 1-0                                | Match amical                       |
| 12                                 | 11 octobre 2011                    | Estadio Rico Pérez, Alicante, Espagne               | Écosse                             | 1–0                                | 3-1                                | Éliminatoires Euro 2012            |
| 13                                 | 11 octobre 2011                    | Estadio Rico Pérez, Alicante, Espagne               | Écosse                             | 2–0                                | 3-1                                | Éliminatoires Euro 2012            |
| 14                                 | 15 novembre 2011                   | Stade Nationale du Costa Rica, San José, Costa Rica | Costa Rica                         | 2–1                                | 2-2                                | Match amical                       |
| 15                                 | 29 février 2012                    | La Rosaleda, Malaga, Espagne                        | Venezuela                          | 1-2                                | 2-2                                | Match amical                       |
| 16                                 | 3 juin 2012                        | La Cartuja, Séville, Espagne                        | Chine                              | 1-0                                | 1-0                                | Match amical                       |
| 17                                 | 14 juin 2012                       | Arena Gdańsk, Gdańsk, Pologne                       | République d'Irlande               | 2-0                                | 4-0                                | Euro 2012                          |
| 18                                 | 1er juillet 2012                   | Stade olympique de Kiev, Kiev, Ukraine              | Italie                             | 1-0                                | 4-0                                | Euro 2012                          |
| 19                                 | 20 juin 2013                       | Stade Maracanã, Rio de Janeiro                      | Tahiti                             | 2-0                                | 10-0                               | Coupe des confédérations 2013      |
| 20                                 | 20 juin 2013                       | Stade Maracanã, Rio de Janeiro                      | Tahiti                             | 10-0                               | 10-0                               | Coupe des confédérations 2013      |
| 21                                 | 8 septembre 2014                   | Stade Ciutat de València, Valencia, Espagne         | Macédoine du Nord                  | 4–1                                | 5–1                                | Éliminatoires Euro 2016            |
| 22                                 | 12 octobre 2014                    | Stade Josy Barthel, Luxembourg, Luxembourg          | Luxembourg                         | 1–0                                | 4–0                                | Éliminatoires Euro 2016            |
| 23                                 | 28 mars 2017                       | Stade de France, Saint-Denis, France                | France                             | 0-1                                | 0-2                                | Match amical                       |

## Palmarès

### En club

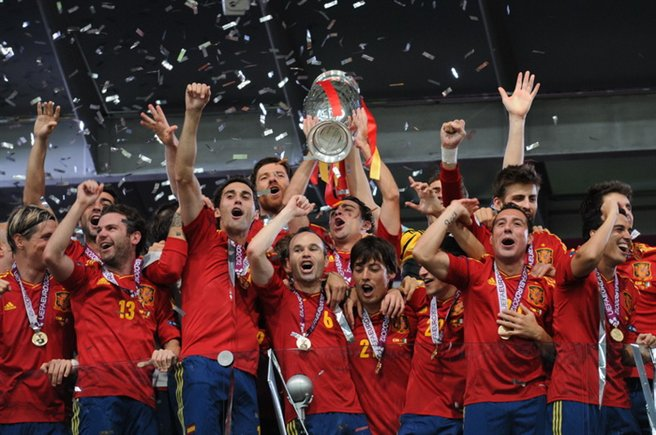
Silva a gagné trois trophées consécutifs avec l'Espagne (Euro 2008, Coupe du monde 2010, Euro 2012).

Avec le Valence CF, il remporte la Copa del Rey en 2008 et le Trophée Naranja (tournoi amical) en 2006, 2008, 2009 et 2010.
Sous les couleurs de Manchester City, il est champion d'Angleterre à quatre reprises en 2012, 2014, 2018 et 2019. Il remporte la Coupe d'Angleterre en 2011, 2019 et perd la finale en 2013. Il remporte le Community Shield à trois reprises en 2012, en 2018 et en 2019 après avoir perdu la finale en 2011. Il remporte également la Coupe de la Ligue anglaise à cinq reprises en 2014, 2016, 2018, 2019 et 2020.
Avec la Real Sociedad, il remporte la Copa del Rey 2020 contre l'Athletic Bilbao, la finale ayant été décalée en 2021 à cause de la pandémie du Covid-19.

### En sélection
Avec l'Espagne, il remporte l'Euro 2008 en battant l'Allemagne puis l'Euro 2012 en battant l'Italie. Il est aussi et surtout champion du monde en 2010 en battant les Pays-Bas. Il est également troisième de la Coupe des confédérations 2009 puis finaliste de la Coupe des confédérations 2013.

### Distinctions personnelles
Il est élu ballon de bronze de la Coupe de Monde U17 en 2003 et prix Pedro Zaballa en 2005.
Il est élu par les supporters du club, joueur du mois de Manchester City en octobre 2010, novembre 2010, décembre 2010, et septembre 2011 et meilleur joueur de Manchester City pour la saison 2011-2012.
Il est élu joueur du mois de Premier League en septembre 2011 et membre de l'équipe type de Premier League en 2012 et 2018.
En sélection, il est membre de l'équipe type de l'Euro 2012.